# Liste des titres musicaux numéro un aux États-Unis en 1978
Voici la liste les titres musicaux ayant eu le plus de succès au cours de l'année 1978 aux États-Unis d'après le magazine Billboard.

## Historique
| Date         | Artiste(s)                          | Titre                               | Référence |
| ------------ | ----------------------------------- | ----------------------------------- | --------- |
| 7 janvier    | Bee Gees                            | How Deep Is Your Love               |           |
| 14 janvier   | Player                              | Baby Come Back (en)                 |           |
| 21 janvier   | Player                              | Baby Come Back (en)                 |           |
| 28 janvier   | Player                              | Baby Come Back (en)                 |           |
| 4 février    | Bee Gees                            | Stayin' Alive                       |           |
| 11 février   | Bee Gees                            | Stayin' Alive                       |           |
| 18 février   | Bee Gees                            | Stayin' Alive                       |           |
| 25 février   | Bee Gees                            | Stayin' Alive                       |           |
| 4 mars       | Andy Gibb                           | (Love Is) Thicker Than Water        |           |
| 11 mars      | Andy Gibb                           | (Love Is) Thicker Than Water        |           |
| 18 mars      | Bee Gees                            | Night Fever                         |           |
| 25 mars      | Bee Gees                            | Night Fever                         |           |
| 1er avril    | Bee Gees                            | Night Fever                         |           |
| 8 avril      | Bee Gees                            | Night Fever                         |           |
| 15 avril     | Bee Gees                            | Night Fever                         |           |
| 22 avril     | Bee Gees                            | Night Fever                         |           |
| 29 avril     | Bee Gees                            | Night Fever                         |           |
| 6 mai        | Bee Gees                            | Night Fever                         |           |
| 13 mai       | Yvonne Elliman                      | If I Can't Have You (en)            |           |
| 20 mai       | Wings                               | With a Little Luck                  |           |
| 27 mai       | Wings                               | With a Little Luck                  |           |
| 3 juin       | Johnny Mathis et Deniece Williams   | Too Much, Too Little, Too Late (en) |           |
| 10 juin      | John Travolta et Olivia Newton-John | You're the One That I Want          |           |
| 17 juin      | Andy Gibb                           | Shadow Dancing                      |           |
| 24 juin      | Andy Gibb                           | Shadow Dancing                      |           |
| 1er juillet  | Andy Gibb                           | Shadow Dancing                      |           |
| 8 juillet    | Andy Gibb                           | Shadow Dancing                      |           |
| 15 juillet   | Andy Gibb                           | Shadow Dancing                      |           |
| 22 juillet   | Andy Gibb                           | Shadow Dancing                      |           |
| 29 juillet   | Andy Gibb                           | Shadow Dancing                      |           |
| 5 août       | The Rolling Stones                  | Miss You                            |           |
| 12 août      | Commodores                          | Three Times a Lady (en)             |           |
| 19 août      | Commodores                          | Three Times a Lady (en)             |           |
| 26 août      | Frankie Valli                       | Grease                              |           |
| 2 septembre  | Frankie Valli                       | Grease                              |           |
| 9 septembre  | A Taste of Honey                    | Boogie Oogie Oogie (en)             |           |
| 16 septembre | A Taste of Honey                    | Boogie Oogie Oogie (en)             |           |
| 23 septembre | A Taste of Honey                    | Boogie Oogie Oogie (en)             |           |
| 30 septembre | Exile (en)                          | Kiss You All Over (en)              |           |
| 7 octobre    | Exile (en)                          | Kiss You All Over (en)              |           |
| 14 octobre   | Exile (en)                          | Kiss You All Over (en)              |           |
| 21 octobre   | Exile (en)                          | Kiss You All Over (en)              |           |
| 28 octobre   | Nick Gilder (en)                    | Hot Child in the City (en)          |           |
| 4 novembre   | Anne Murray                         | You Needed Me (en)                  |           |
| 11 novembre  | Donna Summer                        | MacArthur Park                      |           |
| 18 novembre  | Donna Summer                        | MacArthur Park                      |           |
| 25 novembre  | Donna Summer                        | MacArthur Park                      |           |
| 2 décembre   | Barbra Streisand et Neil Diamond    | You Don't Bring Me Flowers (en)     |           |
| 9 décembre   | Chic                                | Le Freak                            |           |
| 16 décembre  | Barbra Streisand et Neil Diamond    | You Don't Bring Me Flowers (en)     |           |
| 23 décembre  | Chic                                | Le Freak                            |           |
| 30 décembre  | Chic                                | Le Freak                            |           |